# Prêmio Arthur Friedenreich de 2009
O Prêmio Arthur Friedenreich de 2009 é a 2ª edição do prêmio, criado pela Rede Globo, destinado ao maior artilheiro da temporada no futebol brasiliero.

## Classificação
Atualizado em 19 de dezembro de 2011
| #  | Jogador         | Clube            | Gols |
| -- | --------------- | ---------------- | ---- |
| 1º | Diego Tardelli  | Atlético Mineiro | 39   |
| 2º | Felipe          | Goiás            | 34   |
| 2º | Marcelo Nicácio | Fortaleza        | 34   |
| 4º | Fred            | Fluminense       | 34   |
| 5º | Edmundo         | Campinense       | 32   |
| 5º | Washington      | São Paulo        | 32   |
| 7º | Lúcio           | América de Natal | 31   |
| 8º | Gilmar          | Náutico          | 29   |
| 9º | Elton           | Vasco da Gama    | 28   |
| 9º | Marcelo Ramos   | Ipatinga         | 28   |
| 9º | Kléber Pereira  | Santos           | 28   |